# Mário Sérgio Santos Costa
Mário Sérgio Santos Costa, meglio conosciuto come Marinho (Penedo, 29 maggio 1990), è un calciatore brasiliano, centrocampista del Fortaleza.

## Carriera

### Club
Fluminense
Ha iniziato la sua carriera al Fluminense e ha esordito professionalmente nello 0-0 contro l'Atlético Mineiro in una partita valida per il Campionato brasiliano:   2008.
Internacional
L'anno successivo, all'età di 18 anni, è stato assunto da Internacional per cinque anni. Ha debuttato per la squadra gaucho in una sconfitta per 4-1 su Canoas in una partita valida per il Campionato Gaúcho. Ha vinto due campionati Gaucho per Internacional.
I prestiti
Con poche opportunità, Marinho finì per essere ceduto in prestito a diversi club ma senza stabilirsi in nessuno di essi, passando per Caxias, Paraná , Goiás e Ituano.
Náutico
L'8 agosto 2014 è stato firmato a titolo definitivo dal Náutico per la stagione, e ha fatto il suo debutto nella vittoria per 1-0 sullo Sport in una partita valida per la Copa do Nordeste:  .
Ceará
Il 23 dicembre 2014 è stato annunciato come rinforzo del Ceará per la stagione 2015. Ha debuttato per il Vovô nella sconfitta per 2-1 contro il Guarany de Sobral in una partita valida per il Campionato Cearense: 45 . Per Alvinegro, ha vinto la Copa do Nordeste:  , battendo Bahia in entrambe le partite.
Cruzeiro
Cruzeiro e il 29 giugno 2015 è stato assunto per tre stagioni.
Vitória
Il giugno 2016 è stato annunciato come rinforzo del Vitória per la stagione 2016.
Changchun Yatai
Nel gennaio 2017, dopo una negoziazione durata diverse settimane, Marinho è stato ufficialmente assunto da Changchun Yatai della Cina per cinque milioni di euro.
Grêmio
Il 28 giugno 2018, il giocatore è stato annunciato come nuovo rinforzo di Grêmio, l'accordo è stato fissato a 8 milioni di reais.
Santos
Il 25 maggio 2019, Santos ha annunciato l'assunzione di Marinho, che ha firmato un contratto fino alla fine del 2022.

## Palmarès

### Club

#### Competizioni statali
- Campionato Gaúcho: 2

Internacional: 2009, 2011
- Campionato Goiano: 1

Goiás: 2012
- Copa do Nordeste: 2

Ceará: 2015
Fortaleza: 2024

#### Competizioni nazionali
- Campionato brasiliano di seconda divisione: 1

Goiás: 2012
- Coppa del Brasile: 1

Flamengo: 2022

#### Competizioni internazionali
- Coppa Libertadores: 2

Internacional: 2010
Flamengo: 2022

### Individuale
- Calciatore sudamericano dell'anno: 1

2020
- Miglior attaccante Bola de Prata: 1

2020
- Miglior attaccante Prêmio Craque do Brasileirão: 1

2020